# Porcușor comun
Porcușorul sau porcușorul comun (Gobio gobio) este un pește mic de apă dulce din ordinul Cypriniforme, familia Cyprinidae. El este foarte comun în apele dulci din Europa. Este răspândit în bazinele fluviilor care se varsă în Oceanul Atlantic, Marea Nordului și Marea Baltică: de la bazinul fluviului Loire spre est, în estul Marii Britanii, bazinul fluviilor Rhône și Volga. În bazinele Dunarii superioare și Nistrului superior și mijlociu, bazinele Bugului și Niprului superior și mijlociu (bazinul Mării Negre). Limitele de est și de sud nu este clar stabilite. Este nativ în Regatul Unit, Suedia, Norvegia, Finlanda, Danemarca, Germania, Austria, Franța, Belgia, Elveția, Olanda, Liechtenstein, Luxemburg, Polonia, Republica Cehă, Slovacia, Estonia, Letonia, Lituania, Bielorusia, Federația Rusă, Ucraina, Republica Moldova. A fost introdus în Irlanda, Țara Galilor, Scoția și Italia de nord și de est. Nu a fost găsit în România. În România trăiesc alte 2 specii din genul Gobio: Gobio carpathicus (porcușorul carpatic) și Gobio obtusirostris (porcușorul danubian sau porcușorul dunărean).
Este un pește foarte sensibil la poluarea apei, ceea ce îl face să fie considerat ca un bioindicator al calității apei.